# دافيد تيجانيتش
دافيد تيجانيتش (بالإسبانية: David Tijanić)‏ (16 يوليو 1997 في سلوفينيا - ) هو لاعب كرة قدم سلوفيني في مركز الجناح لعب سابقاً في نادي العدالة السعودي.

## روابط خارجية
- دافيد تيجانيتش على موقع الاتحاد الأوربي (الإنجليزية)
- دافيد تيجانيتش على موقع اتحاد تركيا (لاعب) (الإنجليزية)
- دافيد تيجانيتش على موقع قاعدة بيانات كرة القدم.إي يو (الإنجليزية)
- دافيد تيجانيتش على موقع ناشيونال فوتبول تيمز (الإنجليزية)
- دافيد تيجانيتش على موقع Soccerway.com (الإنجليزية)